# قشرة حزامية خلفية
القشرة الحزامية الخلفية (بّي سي سي) هي الجزء الذيلي من القشرة الحزامية، إذ تقع خلف القشرة الحزامية الأمامية. يشكل ذلك الجزء العلوي من «الفص الحوفي». تتألف القشرة الحزامية من المنطقة حول الخط المتوسط للدماغ. تشمل المناطق المحيطة كلًا من القشرة خلف الطحال والطلل.
وفقًا للعمارة الخلوية، ترتبط القشرة الحزامية الخلفية مع باحتي برودمان 23 و31.
تشكل القشرة الحزامية الخلفية عقدة مركزية في شبكة الوضع الافتراضي للدماغ. إذ ثبت وجود تواصل بينها وبين مختلف شبكات الدماغ التي تعمل سوية للمشاركة في مختلف الوظائف المتنوعة. إلى جانب الطلل، شاركت «بّي سي سي» كركيزة عصبية للوعي البشري في العديد من الدراسات حول حالات التخدير والحالات الإنباتية (الغيبوبة) على حد سواء. تظهر دراسات التصوير وجود دور بارز للقشرة الحزامية الخلفية في الألم واسترجاع الذاكرة العارض. ترتبط الزيادة في الحجم البطني للقشرة الحزامية الخلفية مع تدهور أداء الذاكرة العاملة. تلعب القشرة الحزامية الخلفية أيضًا دورًا كبيرًا كجزء رئيسي من شبكات التحكم الداخلية العديدة.

## الاضطرابات
تؤدي الشذوذات الوظيفية والبنيوية في القشرة الحزامية الخلفية إلى مجموعة متنوعة من الاضطرابات النفسية والعصبية. من المرجح وجود دور للقشرة الحزامية القشرية في توسط المعلومات وتكاملها في الدماغ. لذلك، قد تمثل الشذوذات الوظيفية في القشرة الحزامية الخلفية تلفًا متراكمًا بعيدًا وواسع النطاق في الدماغ.

### مرض آلزهايمر
تتأثرالقشرة الحزامية الخلفية بشكل شائع بأمراض التحلل العصبي. في الواقع، يمثل الاستقلاب المنخفض في «بّي سي سي» علامة مبكرة على مرض آلزهايمر. عادة ما يشكل هذا الاستقلاب المنخفض في «بّي سي سي» جزءًا من نمط منتشر للخلل الوظيفي الأيضي في شذوذات الدماغ، بما في ذلك بنى الفص الصدغي الأنسي والمهاد الأمامي، الناجمة عن تلف في مناطق معزولة لكن متصلة. على سبيل المثال، أثبت ميغورو وآخرون (1999) أن التلف التجريبي في القشرة الأنفية يؤدي إلى نقص الاستقلاب في الفشرة الحزامية الخلفية. ترتبط شذوذات الاستقلاب في مرض آلزهايمر مع ترسب النشواني وضمور الدماغ مع توزيع مكاني مشابه للعقد في شبكة الوضع الافتراضي. في المراحل المبكرة من آلزهايمر، ينخض التوصيل الوظيفي داخل شبكة الوضع الافتراضي (دي إم إن)، ما يؤثر على الاتصال بين القشرة الحزامية الخلفية والحصين، إذ يمكن لهذه الأنماط المعدلة عكس حالة «إيه بّي أو إي» (عامل الخطر المرتبط بالمرض). وُجد أن أمراض التحلل العصبي قادرة على الانتشار عبر الدماغ «مثل البريون». على سبيل المثال، عندما تتخد بروتينات بيتا النشواني و«تي دي بّي – 43» الشكل غير الطبيعي، تستطيع عندئذ الانتشار عبر المشابك والمساهمة في التحلل العصبي. يتقيد نقل البروتين الشاذ هذا بتنظيم اتصالات المادة البيضاء، ما من شأنه تفسير التوزيع المكاني للمرض داخل «دي إم إن» لدى مرضى آلزهايمر. تساعد دراسة طوبولوجيا اتصالات المادة البيضاء في مرض آلزهايمر في توقع أنماط الضمور، ما من شأنه تفسير سبب تأثير القشرة الحزامية الخلفية في المراحل المبكرة للمرض.

### اضطراب طيف التوحد
ترتبط اضطرابات طيف التوحد (إي إس دي إس) مع الشذوذات الوظيفية والاستقلابية في القشرة الحزامية الخلفية. يظهر المصابون باضطرابات طيف التوحد انخفاضًا في الاستقلاب، وشذوذًا في الاستجابات الوظيفية وانخفاضًا في التوصيل الوظيفي. أفادت إحدى الدراسات بتموضع هذه الانخفاضات بشكل بارز في القشرة الحزامية الخلفية. أظهرت دراسات أخرى ارتباط الشذوذات في الاستجابات الحزامية خلال التفاعل بين الأشخاص بشدة أعراض «إيه إس دي»، وارتباط الفشل في إظهار التعطيل المعتمد على المهام في «بّي سي سي» بالوظيفة الاجتماعية الكلية. أخيرًا، تظهر الدراسات التالية للموت احتواء القشرة الحزامية الخلفية لدى مرضى «إيه إس دي» على شذوذات في العمارة الخلوية، بما في ذلك انخفاض مستويات مستقبلات غابا-أ ومواقع ربط البنزوديازيبين.

### اضطراب نقص الانتباه مع فرط الحركة
اقتُرح أن «إيه دي إتش دي» أحد أشكال اضطرابات «دي إم إن»، إذ يحدث النشاط غير المضبوط اضطرابًا في الأجهزة العصبية ما يؤدي إلى سقطات في الانتباه. وجد ناكاو وآخرون (2011)، في تحليل تلوي لدراسات «إم آر آي» البنيوية، ارتفاعًا في القشرة الحزامية السفلية اليسرى لدى المرضى المصابين باضطراب نقص الانتباه مع فرط الحركة، ما يشير إلى تأثير الشذوذات التطورية على «بّي سي سي». في الواقع، تكون وظيفة «بّي سي سي» غير طبيعية في «إيه دي إتش دي». في «دي إم إن»، ينخفض التوصيل الوظيفي ويُستخدم نشاط حالة الراحة لتشخيص اضطراب «إيه دي إتش دي» لدى الأطفال. يشمل علاج اضطراب نقص الانتباه مع فرط الحركة أدوية المنبهات النفسية المؤثرة بشكل مباشر على نشاط «بّي سي سي». تشير الدراسات الأخرى حول الأدوية المستخدمة لعلاج شذوذات «بّي سي سي» إلى استجابة القشرة الحزامية الخلفية للعلاجات المحفزة حصرًا، إلى جانب اعتماد فعالية الدواء على مستويات التحفيز. علاوة على ذلك، يظهر اضطراب نقص الانتباه مع فرط الحركة ارتباطًا بالجين «إس إن إيه 25». لدى الأطفال الأصحاء، يرتبط تعدد أشكال «إس إن إيه 25» بسعة الذاكرة العاملة، وبنية القشرة الحزامية الخلفية المعدلة وأنماط تعطيل «بّي سي سي» المعتمدة على المهام في مهمة الذاكرة العاملة.

### الاكتئاب
ارتبط التوصيل الوظيفي الشاذ في القشرة الحزامية الخلفية مع الاضطراب الاكتئابي في نتائج مختلفة. أشارت إحدى الدراسات إلى زيادة التوصيل الوظيفي في «بّي سي سي»، بينما لاحظت دراسة أخرى وجود توصيل وظيفي منخفض من «بّي سي سي» إلى زيل النواة الذنبية لدى المرضى غير المعالجين. بحثت دراسات أخرى في التفاعلات بين «بّي سي سي» والمنطقة الحزامية تحت الركبية (باحة برودمان 25)، التي تمثل إحدى مناطق الدماغ ذات الدور المحتمل في حدوث الاكتئاب. تتكون العقدة الأمامية لشبكة الوضع الافتراضي جزئيًا من باحة برودمان 25 والقشرة الحزامية الخلفية عالية الارتباط. تظهر هاتان المنطقتان نشاطًا استقلابيًا مفرطًا في الاضطراب الاكتئابي المقاوم للعلاج. يتعلق الارتباط بين نشاط القشرة الحزامية الخلفية وباحة برودمان 25 بالاجترار، الذي يُعد إحدى سمات الاكتئاب. قد يؤثر هذا الارتباط بين المنطقتين على استجابة المرضى للدواء. ثبت بالفعل ظهور تغيرات استقلابية في كلا المنطقتين بعد العلاج بمضادات الاكتئاب. علاوة على ذلك، يظهر المرضى الخاضعون للتحفيز العميق للدماغ ارتفاعًا في استقلاب الغلوكوز والتدفق الدماغي في «بّي سي سي»، إلى جانب ظهور تغيرات في باحة برودمان 25.